# 3-Stunden-Rennen von Monza 1964
Das 3-Stunden-Rennen von Monza 1964, die Coppa Inter-Europa 1964, auch Coppa Inter-Europa, 3 Hours, Autodromo Nazionale di Monza, war ein GT-Rennen, das am 6. September 1964 in Monza ausgefahren wurde. Gleichzeitig war das Rennen der 16. Wertungslauf der Sportwagen-Weltmeisterschaft dieses Jahres.

## Das Rennen
Als Rahmenrennen wurde am selben Tag auch eine Sportwagenrennen für Rennsportwagen bis zu einem Hubraum von 6 Liter ausgefahren, das keinen Meisterschaftsstatus hatte. Im Rennen waren ausschließlich Rennfahrzeuge der Marke Ferrari am Start. Es siegte Nino Vaccarella vor Roy Salvadori und David Piper, jeweils auf Ferrari 250LM.
Das Feld der GT-Wagen dominierten die Porsche 904 GTS, die im Schlussklassement die ersten fünf Plätze einnahmen. Den Gesamtsieg sicherte sich Rob Slotemaker vor seinem Landsmann Ben Pon und dem Schweizer Heinz Schiller.

## Ergebnisse

### Schlussklassement
| 1               | GT 2.0 | 23 | Ben Pon               | Rob Slotemaker                       | Porsche 904 GTS      | 96 |
| 2               | GT 2.0 | 24 | Ben Pon               | Ben Pon                              | Porsche 904 GTS      | 96 |
| 3               | GT 2.0 | 25 | Heinz Schiller        | Heinz Schiller                       | Porsche 904 GTS      | 95 |
| 4               | GT 2.0 | 20 | Paolo Colombo         | Paolo Colombo                        | Porsche 904 GTS      | 94 |
| 5               | GT 2.0 | 21 | Hansueli Engstler     | Hansueli Engstler                    | Porsche 904 GTS      | 93 |
| 6               | GT 1.6 | 12 | Silvio Moser          | Silvio Moser                         | Alfa Romeo Giulia TZ | 92 |
| 7               | GT 1.6 | 7  | Settecolli            | Antonio Nicodemi                     | Alfa Romeo Giulia TZ | 88 |
| 8               | GT 1.6 | 6  | Scuderia St. Ambroeus | Rinaldo Parmigiani Bruno Deserti     | Alfa Romeo Giulia TZ | 88 |
| 9               | GT 1.6 | 14 | Dimitri Nabokov       | Dimitri Nabokov Giancarlo Galimberti | Alfa Romeo Giulia TZ | 86 |
| 10              | GT 1.6 | 4  | Scuderia St. Ambroeus | Alam Cacciandra Alberto Della Beffa  | Alfa Romeo Giulia TZ | 83 |
| Ausgefallen     |        |    |                       |                                      |                      |    |
| 11              | GT 2.0 | 15 | Italien               | Franco Patria                        | Abarth-Simca 2000 GT | 52 |
| 12              | GT 2.0 | 28 | Sorocaima             | Romano Perdomi                       | Abarth-Simca 2000 GT | 5  |
| 13              | GT 1.6 | 3  | San Marco             | Ernst Prinoth Mario Nadari           | Lotus Elan           | 24 |
| 14              | GT 2.0 | 18 | Abarth                | Herbert Demetz                       | Abarth Simca 2000 GT | 21 |
| 15              | GT 2.0 | 22 | Guy Ligier            | Guy Ligier                           | Porsche 904 GTS      | 16 |
| 16              | GT 2.0 | 16 | Abarth                | Luigi Taramazzo                      | Abarth-Simca 2000 GT | 12 |
| 17              | GT 1.6 | 1  | Walter Meanti         | Walter Meanti                        | MGA                  | 1  |
| 18              | GT 2.0 | 19 | Abarth                | Nino Vaccarella                      | Abarth-Simca 2000 GT | 1  |
| Nicht gestartet |        |    |                       |                                      |                      |    |
| 19              | GT 2.0 | 26 | Scuderia St. Ambroeus | Gianni Bulgari                       | Porsche 904 GTS      | 1  |

1 Unfall im Training

### Nur in der Meldeliste
Hier finden sich Teams, Fahrer und Fahrzeuge, die ursprünglich für das Rennen gemeldet waren, aber aus den unterschiedlichsten Gründen daran nicht teilnahmen.
| Pos. | Klasse | Nr. | Team                  | Fahrer              | Chassis              |
| ---- | ------ | --- | --------------------- | ------------------- | -------------------- |
| 20   | GT 1.6 | 2   | Luciano de Bernardi   | Luciano de Bernardi | Porsche 356 Carrera  |
| 21   | GT 1.6 | 5   | Scuderia St. Ambroeus | Enrico Cima         | Alfa Romeo Giulia TZ |
| 22   | GT 1.6 | 8   | Pier-Giorgio Botta    | Pier-Giorgio Botta  | Fiat 1500 Cabriolet  |
| 23   | GT 1.6 | 9   | Umberto Papini        | Umberto Papini      | Alfa Romeo Giulia SS |
| 24   | GT 1.6 | 10  | Alfonso Brini         | Alfonso Brini       | Porsche 356SC        |
| 25   | GT 1.6 | 11  | Tommy Weber           | Tommy Weber         | Lotus Elan           |
| 26   | GT 2.0 | 27  | Cesare Toppetti       | Cesare Toppetti     | Porsche 356B 2000    |

### Klassensieger
| Klasse | Fahrer         | Fahrzeug             | Platzierung im Gesamtklassement |
| ------ | -------------- | -------------------- | ------------------------------- |
| GT 2.0 | Rob Slotemaker | Porsche 904 GTS      | Gesamtsieg                      |
| GT 1.6 | Silvio Moser   | Alfa Romeo Giulia TZ | Rang 6                          |

### Renndaten
- Gemeldet: 26
- Gestartet: 18
- Gewertet: 10
- Rennklassen: 2
- Zuschauer: unbekannt
- Wetter am Renntag: kalt und trocken
- Streckenlänge: 5,750 km
- Fahrzeit des Siegerteams: 3:00:00,000  Stunden
- Gesamtrunden des Siegerteams: 96
- Gesamtdistanz des Siegerteams: 550,094 km
- Siegerschnitt: 183,364 km/h
- Pole Position: Ben Pon – Porsche 904 GTS (#24) – 1:50.600 – 187,161 km/h
- Schnellste Rennrunde: Rob Slotemaker – Porsche 904 GTS (#25) – 1:49.300 - 189,387 km/h
- Rennserie: 16. Lauf zur Sportwagen-Weltmeisterschaft 1964